# Autoroute A4 (Roumanie)
L'autoroute A4 (en roumain : Autostrada A4) est une autoroute de Roumanie servant de rocade à la ville de Constanţa. Elle relie Ovidiu au port de Constanţa, et se connecte au cours de son tracé à l'A2 par un échangeur au sud-ouest de Constanţa.
Sa longueur actuelle est de 22 kilomètres. Mais l'autoroute sera prolongée d'ici quelques années, augmentant sa longueur totale à 60 kilomètres. Ce prolongement s'étendra le long de la côte ouest de la mer Noire et ira jusqu'à Mangalia, ville roumaine frontalière avec la Bulgarie. L'autoroute prolongera le quatrième corridor paneuropéen, qui se connectera à la ville bulgare de Varna.

## Description
Le contrat établi pour la construction du tronçon d'autoroute entre Ovidiu et Lazu a été décerné en septembre 2008 à la coentreprise formée par les sociétés Astaldi et  FCC Construction. Ils devaient terminer ce tronçon avant novembre 2011. On prévoit la construction d'un nouveau pont enjambant le canal Danube-Mer Noire, en aval de l'écluse d'Agigea.